# Listan prieto
Listan prieto, pais, mission, criolla – szczep winorośli właściwej o ciemnej skórce, pochodzący z Hiszpanii, ale najbardziej rozpowszechniony pod różnymi nazwami w Nowym Świecie: Chile (jako pais, druga co do znaczenia odmiana), Argentynie (jako criolla chica) i Stanach Zjednoczonych (jako mission). W Chile dużą popularność zdobyły wina różowe, produkowane na rynek lokalny.

## Historia
W swoim kraju pochodzenia, Hiszpanii, odmiana przetrwała jedynie na Wyspach Kanaryjskich, a jedną z głównych przyczyn była plaga filoksery. Na Wyspy Kanaryjskie sprowadzono ją w połowie XVI wieku. Pierwsze nasadzenia na terenach Chile (pod nazwą país, czyli kraj) i Argentyny (pod nazwą criolla chica – kreolska dziewczyna) przypisuje się konkwistadorom. Misjonarze założyli pierwsze winnice obsadzone szczepem w Meksyku i w Kalifornii, a odmiana była znana pod nazwą misión. Zebrane dowody sugerują, iż była to pierwsza odmiana winorośli właściwej sprowadzona na kontynent amerykański.
Badania kodu genetycznego pozwoliły ustalić, iż popularne odmiany amerykańskie pais, mission i criolla chica są klonami tego samego szczepu i pochodzą z Półwyspu Iberyjskiego. Jednocześnie obalono hipotezę, iż listán prieto jest mutantem palomino fino o ciemnej skórce.

## Charakterystyka
Odmiana jest plenna, odporna na suszę i rośnie bujnie. Plenność utrudnia otrzymanie winogron o dobrej jakości. 

## Wina
Odmiana jest uprawiana przede wszystkim na masową skalę jako surowiec na niewyróżniające się wina o czerwonawym kolorze.

## Rozpowszechnienie

### Chile
Odmiana país, najdłużej uprawiana z chilijskich ustępowała w 2008 z 14 995 ha w kraju jedynie cabernet sauvignon. Stanowi surowiec do produkcji prostych, masowych, często różowych win, choć niektórzy producenci oferują ciekawsze czerwone wina, produkowane z użyciem maceracji węglowej w stylu beaujolais. Najpopularniejsza w południowych regionach winiarskich, jej zaletą jest duża odporność na brak wody. Winogrodnicy odwracają się od país – jeszcze w 1985 uprawy sięgały aż 29 384 ha.

### Argentyna
Criolla chica była wśród odmian uprawianych w początkach argentyńskiego winiarstwa i podstawową odmianą we wczesnej epoce komercyjnej produkcji w XIX wieku. Później ustąpiła innym odmianom sprowadzonym przez imigrantów z Europy. Wina przypominają chilijskie wina z país.

### Hiszpania
Listan prieto jest już niespotykany w La Manchy i w ograniczonym zakresie jest uprawiany na Wyspach Kanaryjskich. W 2008 uprawy obejmowały 28 ha. Tamtejsze wina z listán prieto mają prawo do apelacji Denominación de Origen, często pod synonimem moscatel negro. Powszechnie mylony ze szczepem listan negro.

### Stany Zjednoczone (Kalifornia)
Do około połowy XIX wieku była to najważniejsza odmiana w Kalifornii. Areał upraw w regionie jest nadal zauważalny (265 ha w 2009), ale ze względu na brak nowych nasadzeń będzie się w naturalny sposób zmniejszał. Odmiana jest najbardziej znana pod nazwą mission. Większość winogron jest przetwarzana na wzmacniane wina deserowe.

### Inne państwa
Nasadzenia listán prieto istnieją także w Meksyku (criolla była uprawiana już w XVI wieku), Peru i w Maroku.

## Synonimy
Prócz wcześniej wymienionych synonimów spotyka się następujące: almuneco, california, creole petite, el paso, forastero negro, listan violet, mission's grape, negra corriente, printanier rouge, uva del pais, uva pais.